# السورث، ایندیانا
السورث (به انگلیسی: Ellsworth) یک منطقهٔ مسکونی در ایالات متحده آمریکا است که در ایندیانا واقع شده‌است. السورث ۱۶۳٫۰۷ متر بالاتر از سطح دریا قرار دارد.